# Somorgollaire comú
El somorgollaire comú (Uria aalge) és una de les espècies d'ocell marí de la família dels àlcids. El seu nom vulgar es fa extensiu a l'altra espècie del seu gènere i també a les del gènere Cepphus.

## Morfologia
- En terra el somorgollaire sembla un petit pingüí amb les parts superiors molt fosques, gairebé negres, i les inferiors blanques i una postura molt erecta.
- Fan 38 - 46 cm de llargària, amb una envergadura de 61 - 73 cm.
- El bec és fosc i fi i esmolat.
- La cua és fosca, curta i arrodonida. Alguns individus de l'Atlàntic Nord, coneguts com "embridats", presenten un cercle ocular blanc i una línia blanca cap arrere.
- En hivern el plomatge no canvia a penes, excepte per la gola i galtes blanques i una línia fosca darrere de l'ull. Els individus meridionals són més clars que els boreals.

## Hàbitat i distribució

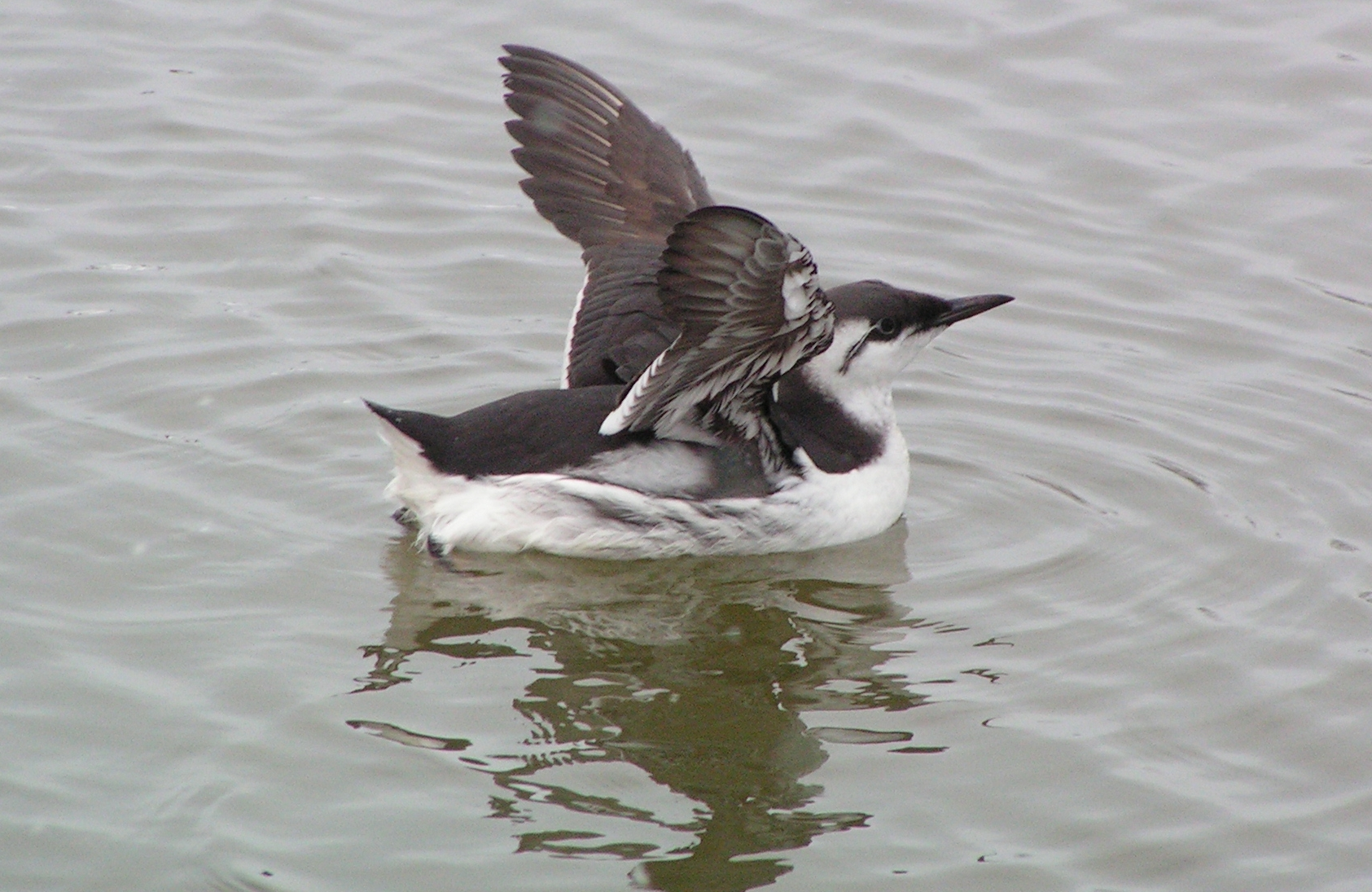
Somorgollaire en plomatge d'hivern

El somorgollaire és una espècie pelàgica que passa la major part del temps al mar, fent desplaçaments cap a terra en època de reproducció. Nia en illes, zones escarpades i penya-segats, a les costes de l'Atlàntic i el Pacífic Nord, al nord d'Alaska, Colúmbia Britànica i cap al Sud fins al centre de Califòrnia i el nord del Japó. En el cas de les costes de l'Atlàntic Nord des de l'illa de Labrador, fins Nova Escòcia i Noruega, cap al sud fins a Portugal. Algunes aus són residents permanents, però durant l'hivern, les més septentrionals emigren cap al sud per trobar aigües lliures de gel, a Nova Anglaterra, el sud de Califòrnia i la Mediterrània occidental. L'albirament als Països Catalans es produeix de manera ocasional.

## Alimentació
Busca el seu aliment "volant" sota l'aigua utilitzant les seves poderoses ales. S'alimenta principalment de petits peixos gregaris, a més d'alguns crustacis, cucs marins i calamars. Sovint es submergeix a 30 m de profunditat, però no hi registres de més de 150 m

## Reproducció

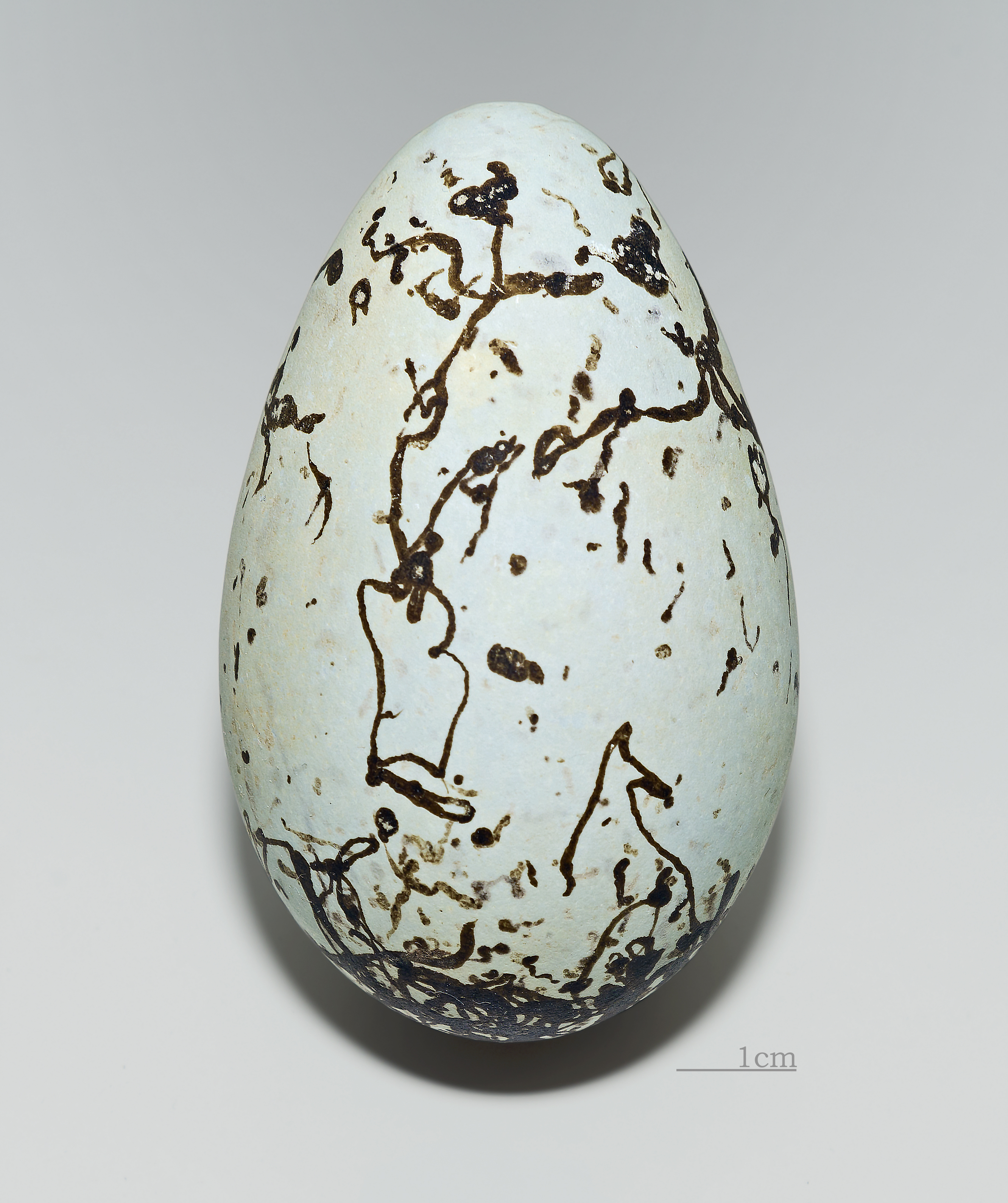
Somorgollaire

Sol niar en colònies molt denses, on pot un únic ou directament sobre la roca o a terra. Els ous tenen forma de pera, de manera que giren sobre si mateixos quan són pertorbats, i difícilment cauen pel precipici. Els colors i dibuix són variats, probablement per ajudar els adults a reconèixer-los.
Als 16 – 30 dies de nàixer, els pollets es deixen caure a l'aigua, encara que no són capaços de volar, allà el mascle l'alimenta i l'ensenya a bussejar i pescar fins als dos mesos, en què el jove s'emancipa. Aixecarà el vol unes dues setmanes més tard.

## Llista de subespècies
Se n'han descrit cinc subespècies:
- Uria aalge aalge (Pontoppidan, 1923), des de l'est del Canadà fins Islàndia, Escòcia, Noruega meridional i el Mar Bàltic.
- Uria aalge albionis (Witherby, 1923), des de les Illes Britàniques fins a la península Ibèrica.
- Uria aalge californica (Bryant,H, 1861), des del nord de l'Estat de Washington fins Califòrnia.
- Uria aalge hyperborea (Salomonsen, 1932), des de Noruega septentrional fins a les illes Svalbard i nord-oest de Rússia.
- Uria aalge inornata (Salomonsen, 1932), des de Korea i el Japó, a la llarga del Mar de Bering fins a l'oest d'Alaska i sud-oest del Canadà.